# Breutelia microdonta
Breutelia microdonta är en bladmossart som beskrevs av Brotherus 1895. Breutelia microdonta ingår i släktet gullhårsmossor, och familjen Bartramiaceae. Inga underarter finns listade i Catalogue of Life.